# غلدشت (دلغان)
غلدشت (بالفارسية: گلدشت) هي قرية تقع في قسم دلغان الريفي (مقاطعة دلغان) في إيران. يقدر عدد سكانها بـ 240 نسمة .